# فيلي عيسى
فيلي عيسى (بالإنجليزية: Willie Isa) هو لاعب دوري الرغبي نيوزيلندي، ولد في 1989 في أوكلاند في نيوزيلندا.